# 肖云刚
肖云刚（1956年1月—），湖北沔阳人，中国水利工程师、政治人物，宁夏回族自治区人大常委会原副主任。

## 生平
1982年毕业于武汉水利电力学院农田水利工程专业，在宁夏回族自治区水利厅工作，1995年升任副厅长。2000年至2003年，历任水利厅厅长，自治区扶贫灌溉工程建设指挥部副总指挥、党组书记等职。2003年至2007年，任吴忠市委书记、市人大常委会主任。2007年至2013年，历任宁夏回族自治区人大常委会副秘书长、秘书长。
2013年1月27日，当选宁夏回族自治区人大常委会副主任。